# Ottavio Semino
Ottavio Semino (Genova, 1530 circa – Milano, 1604) è stato un pittore italiano.

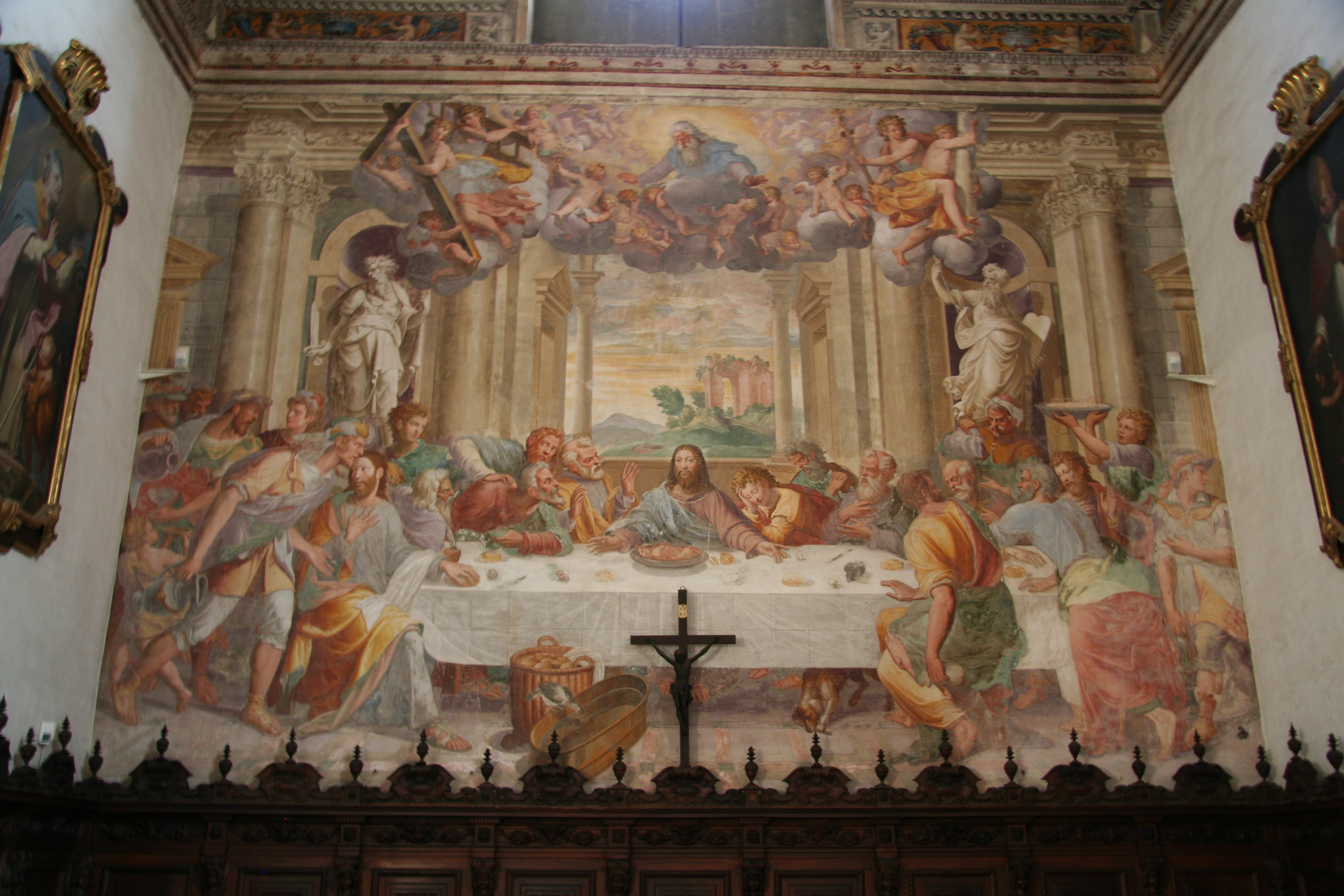
Ultima Cena, refettorio della Certosa di Pavia

Figlio di Antonio Semino, abile stimato pittore genovese, e fratello di Andrea Semino, si formò a Genova studiando sia nella bottega del padre sia i primi esempi locali del manierismo, lasciati in particolare da Perin del Vaga a Palazzo Doria.
Col fratello andò poi a Roma per acquisire la tecnica dei grandi maestri gravitanti attorno al soglio pontificio e per studiare le grandi opere del passato. Ritornati poi in Genova si distinsero nella tecnica raffaellita; Andrea eccelleva nel dipinto ad olio mentre Ottavio prediligeva ed eccelleva nell'affresco. Molto spesso i due fratelli lavorarono negli stessi luoghi ed anche alle stesse opere.
In una data imprecisata degli anni sessanta, si recò a Milano per affrescare (con il Concilio degli Dei, distrutto nella II guerra mondiale) il salone di Palazzo Marino, da poco costruito da Galeazzo Alessi su commissione del nobile Tommaso conte di Terranuova. Essendo il Marino di Genova e conoscendo l'abilità dei due fratelli li volle per affrescare la volta le pareti del salone grande. Sicuramente Ottavio affresco alle pareti le 9 figure muliebri, Apollo, Bacco e Mercurio, nel cui nudo adolescenziale qualcuno vede un legame col Caravaggio. La volta, inizialmente attribuita al fratello Andrea, da letteratura dell'epoca e da esame scientifici recenti parrebbe dover essere attribuita in gran parte, se non in toto, ad Ottavio.
A Milano si legò a Giovan Paolo Lomazzo e aderì alla sua bizzarra Accademia dei Facchini della Val di Blenio.
Nel 1567 decorò il refettorio e la controfacciata (quest'ultimo affresco fu rifatto nel XVII secolo) della Certosa di Pavia.
Ritornò poi in Liguria per onorare impegni presi con signori di Genova, dove lavorò a vari cicli di affreschi, tra cui a Palazzo Spinola e Palazzo Lomellino, e Savona ove dipinse, tra le altre cose, il presbiterio e l'abside della chiesa del complesso conventuale del san Giacomo.
Dopo un lungo soggiorno a Genova, nel 1571 rientrò a Milano per affrescare una cappella della chiesa di San Maurizio al Monastero Maggiore, la cappella Brasca a Sant'Angelo, una cappella a Santa Maria delle Grazie e una a San Marco. Viveva in casa del suo mecenate Conte d'Adda, ove morì improvvisamente nel 1604.
Alla grande abilità pittorica unì costumi "dissoluti, corrotti ed affatto indegni della virtù da lui posseduta" che lo portarono ad uccidere per futili motivi un suo garzone. Frequentava di solito luoghi di malaffare e non si curava affatto del vestire in modo adeguato, sebbene non avesse problemi pecuniari. Questi costumi lo accompagnarono per tutta la vita.
La sua arte resta ammirevole tuttora.

## Opere
- Ratto delle Sabine (piano nobile) e Storia di Amore e Psiche (salone grande) - dipinti assieme al fratello Andrea Semino - Genova, palazzo Pallavicini-Cambiaso